# Kinezjologia
Kinezjologia (gr. kinein – poruszać się i logos – uczyć się) jest gałęzią nauki zajmującą się ruchem ciała człowieka.
Główne cele kinezjologii to:
- zrozumienie psychologicznych i fizjologicznych reakcji ludzkiego organizmu na krótkotrwały i bardzo intensywny wysiłek fizyczny;
- poznanie różnych form adaptacji organizmu ludzkiego na chroniczną lub długotrwałą aktywność fizyczną;
- zrozumienie mechaniki ruchu i opisanie jej cech;
- badanie procesów kontrolujących ruch i czynników wpływających na nabywanie zdolności motorycznych;
- wyjaśnienie psychologicznych efektów fizycznej aktywności na ludzkie zachowanie.

Kinezjologia jest nauką interdyscyplinarną, korzysta z takich dziedzin jak: biologia, chemia, historia, fizyka, psychologia i socjologia.